# RA$H
RA$H（ラッシュ）は、1980年代末から90年代初頭まで活動していた日本の男性ダンスアイドルグループ。1985年デビュー、1992年解散。当時の所属事務所はエムツー企画、レーベルは徳間バーボン。

## 概要
原宿歩行者天国でストリートダンスを踊っていたメンバーが所属事務所の社長である宮沢光子（宮沢りえの母親）にスカウトされ、グループを結成。
1985年、「歌って踊ってお笑いも出来るダンスユニット」としてデビュー。音楽プロデュースはSugarのウエディング・ベルなどを手掛けた古田喜昭が担当。
当初はラップグループであったが、徐々にパフォーマンスグループへと変化していき、イベントやライブ活動で人気を得た。フジテレビの「オールナイトフジ」にレギュラー出演し、コントなどを披露した。

## メンバー
野沢トオル
映画『フラッシュダンス』を見て原宿歩行者天国でストリートダンスを始め、スカウトをきっかけにRA$Hを結成。グループ解散後、KANのコンサートツアー・サポートメンバーとなり、ダンサー&コーラスとして活動。1998年に演劇集団「GEKIDAN! Gee−ホイズ」を結成し、本格的に演劇活動を始動。2008年〜2016年、「劇団ベニバラ兎団」に加入し、俳優、劇作、演出を担当。俳優活動の一方で、作家、演出家として舞台やコンサートの演出も手掛ける。ハロー!プロジェクトとの関わりも多く、アンジュルムのコンサートディレクター、BEYOOOOONDSのコンセプトディレクターも務めている。
本木 茂
1988年、RA$Hとは別にRAPグループ「MC仁義&DJ−893」（後のGM-KAZ）を結成。1990年、RAPグループ「ZINGI」結成し、1stアルバム『ZINGI』(FILE RECORD)を高木完プロデュースでリリース。現在は、MC仁義（GERU-C閣下）としてアニソンDJ、アニパンクのボーカルとしても活動している。
石嶋和雄
グループ解散後、G.M-KAZとしてZINGIのDJ/トラックメーカー/プロデューサーとして活躍。近年はエンジニアリングも精力的に手掛けており、自身のスタジオであるP-STUDIOを拠点にKREVAや童子-Tなどの作品に参加している。
神林昇
ボーカル担当
梅沢政人
斉藤修一

## ディスコグラフィー
- Mutant Japmen（1990年10月24日） - TOST-2584

作詞：SHIGERU-J　作曲・編曲：RAPHLES.K（林田健司）　※林田健司「運命はノン・ストップGo Go Go」と同一曲

## 出演
- カックラキン大放送!!（日本テレビ） - レギュラー（1985年〜1986年頃）
- オールナイトフジ（フジテレビ） - レギュラー
- 1or8（フジテレビ）
- ドキッ!丸ごと水着!女だらけの水泳大会（フジテレビ）
- WON'T BE LONG（バブルガム・ブラザーズ） - プロモーションビデオに出演

## エピソード
- デビュー同期の男性アイドルグループは少年隊だった。
- 当初は3人組としてデビューしたが、後に何度かメンバーチェンジがあり、4、5人組の時期があった。
- 関根勤（当時のラビット関根）のショートコントでは、子分役や人間花火などの脇役として出演。
- 当時所属していたエムツー企画には宮沢りえが所属しており、女性グループのSugarやビーナスなども同じ事務所だった。